# La legge contro Billy Kid
La legge contro Billy Kid (The Law vs. Billy the Kid) è un film western statunitense del 1954 diretto da William Castle con Scott Brady nel ruolo di Billy the Kid, Betta St. John, James Griffith e Alan Hale Jr..

## Produzione
Il film, diretto da William Castle su una sceneggiatura di Bernard Gordon e un soggetto di Janet Stevenson e Philip Stevenson, fu prodotto da Sam Katzman per la Columbia Pictures Corporation e girato a Santa Clarita e ad Agoura, nel Melody Ranch e nel Walker Ranch a Newhall, California.

## Distribuzione
Il film fu distribuito con il titolo The Law vs. Billy the Kid negli Stati Uniti dal 1º agosto 1954 al cinema dalla Columbia Films.
Altre distribuzioni:
- in Germania Ovest il 29 settembre 1961 (Verdammt ohne Gnade)
- in Belgio (Achtervolgd door de wet)
- in Belgio (Traqué par la loi)
- in Brasile (O Último Matador)
- in Cile (El ultimo renegado)
- in Spagna (La ley contra Billy el Niño)
- in Francia (Billy the Kid contre la loi)
- in Grecia (Thyellodis timoros)
- in Italia (La legge contro Billy Kid)

## Critica
Secondo il Morandini il film è "messo in immagini particolarmente cruente da uno specialista del terrore a buon mercato".

## Promozione
La tagline è: True story of the West's deadliest killer!.